# 야스히코 왕비 노부코 내친왕

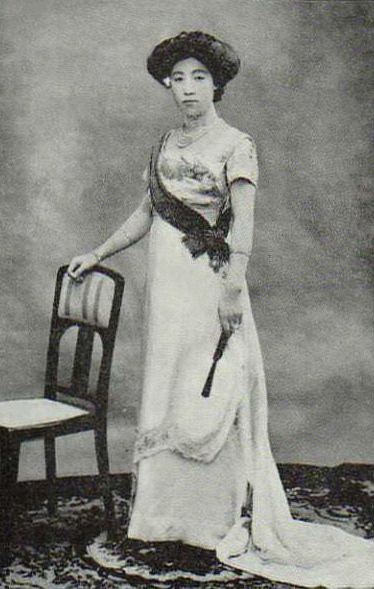
아카사노미야비

야스히코 왕비 노부코 내친왕(鳩彦王妃允子内親王)은 일본의 황족이다. 혼인 전의 이름은 후미노미야 노부코 내친왕(富美宮允子内親王). 아카사노미야 야스히코 왕비, 메이지 천황의 제8황녀이며 다이쇼 천황의 이복 동생이다. 모친은 소노 사치코.